# سنجاب زمینی دم‌حلقه‌ای

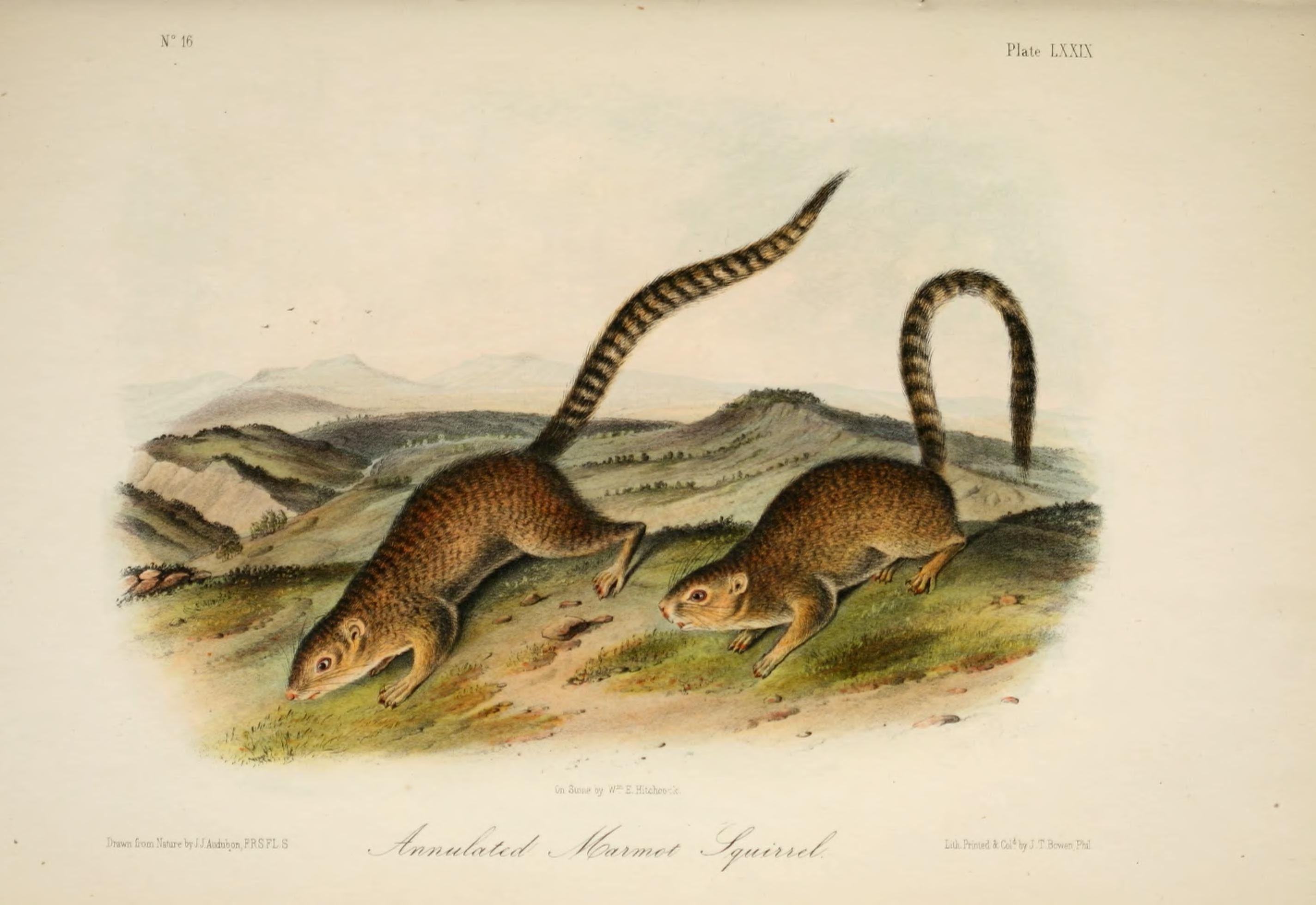
سنجاب زمینی دم حلقه ای (Notocitellus annulatus)

سنجاب زمینی دم‌حلقه‌ای (نام علمی: Notocitellus annulatus) نام یک گونه از سرده سنجاب‌های زمینی گرمسیری است.